# Anthony Powell (costumier)
Pour les articles homonymes, voir Anthony Powell et Powell.
Anthony Powell est un costumier et décorateur britannique né le 2 juin 1935 à Chorlton-cum-Hardy, Manchester et mort le 16 avril 2021 à Londres.
Collaborant régulièrement avec les réalisateurs Roman Polanski et Steven Spielberg, il a remporté trois fois l'Oscar de la meilleure création de costumes et une fois le César des meilleurs costumes.

## Biographie
Anthony Powell naît le 2 juin 1935 dans le quartier de Chorlton-cum-Hardy, à Manchester. Vers l'âge de cinq ans, sa vocation apparaît alors qu'il reçoit une maquette de théâtre. Il s'amuse à y animer des marionnettes et inventer de petits spectacles.
Sa famille déménage ensuite à Dublin en Irlande. Vers l'âge de 11 ans, il commence à fréquenter de véritables théâtres. Il est notamment impressionné par les costumes somptueux conçus par Cecil Beaton pour la pièce Lady Windermere's Fan d'Oscar Wilde. Après des études à la Central School of Art and Design (en), il devient assistant de Beaton et supervise entre autres la décoration de la Royal Opera House à Covent Garden pour une visite d'État du général de Gaulle.
Ses débuts au théâtre se font dans le West End pour la pièce L'École de la médisance (The School for Scandal) du dramaturge irlandais Richard Brinsley Sheridan mise en scène par l'acteur John Gielgud. La pièce est ensuite jouée à Broadway où il est récompensé du Tony Award des meilleurs costumes en 1963. Mais Powell étant rentré entre-temps à Londres, la récompense est remise à sa compatriote Margaret Leighton. Étrangement, personne ne lui apprend la  nouvelle et il ne recevra le trophée que bien des années plus tard, après le décès de cette dernière[réf. nécessaire].
Il conçoit ses premiers costumes pour le cinéma en 1969. En 1973, il reçoit son premier Oscar de la meilleure création de costumes pour le film Voyages avec ma tante (Travels with My Aunt) de George Cukor.
Il meurt le 16 avril 2021.

## Théâtre
- 1963 : The School for Scandal, mise en scène de John Gielgud, Majestic Theatre, Broadway (décors et costumes)
- 1975 : Private Lives, mise en scène de John Gielgud, 46th Street Theatre, Broadway (décors)
- 1990 : Lettice and Lovage, mise en scène de Michael Blakemore, Ethel Barrymore Theatre, Broadway (costumes de Maggie Smith)
- 1994 : Sunset Boulevard, mise en scène de Lonny Price, Minskoff Theatre, Broadway (costumes)
- 2001 : The Adventures of Tom Sawyer, mise en scène de Scott Ellis, Minskoff Theatre, Broadway (costumes)
- 2004 : Capriccio de Richard Strauss, mise en scène Robert Carsen, Opéra de Paris  (costumes)
- 2013 : My Fair Lady, mise en scène Robert Carsen, théâtre du Châtelet (costumes)
- 2015–2017 Singin' in the Rain, mise en scène Robert Carsen, théâtre du Châtelet (costumes)
- 2017 : Sunset Boulevard, mise en scène de Lonny Price, Palace Theatre, Broadway (costumes de Glenn Close)

## Filmographie
- 1969 : The Royal Hunt of the Sun d'Irving Lerner
- 1972 : Voyages avec ma tante (Travels with My Aunt) de George Cukor
- 1973 : Papillon de Franklin Schaffner
- 1975 : That Lucky Touch de Christopher Miles
- 1976 : Buffalo Bill et les Indiens (Buffalo Bill and the Indians, or Sitting Bull's History Lesson) de Robert Altman
- 1977 : Le Convoi de la peur (Sorcerer) de William Friedkin
- 1978 : Mort sur le Nil (Death on the Nile) de John Guillermin
- 1979 : Tess de Roman Polanski
- 1981 : Priest of Love de Christopher Miles
- 1982 : Meurtre au soleil (Evil Under the Sun) de Guy Hamilton
- 1984 : Indiana Jones et le Temple maudit (Indiana Jones and the Temple of Doom) de Steven Spielberg
- 1986 : Pirates de Roman Polanski
- 1987 : Ishtar d'Elaine May
- 1988 : Frantic de Roman Polanski
- 1989 : Indiana Jones et la Dernière Croisade (Indiana Jones and the Last Crusade) de Steven Spielberg
- 1991 : Hook ou la Revanche du capitaine Crochet (Hook) de Steven Spielberg
- 1996 : Les 101 dalmatiens (101 Dalmatians) de Stephen Herek
- 1998 : Chapeau melon et bottes de cuir (The Avengers) de Jeremiah S. Chechik
- 1999 : La Neuvième Porte (The Ninth Gate) de Roman Polanski
- 2000 : 102 Dalmatiens (102 Dalmatians) de Kevin Lima
- 2006 : Miss Potter de Chris Noonan

## Distinctions
- 1999 : « Royal Designer for Industry » de la Royal Society for Encouragement of Arts
- 2003 : « Honorary Doctor of Design » de l’Université de Greenwich
- 2000 : prix pour l’ensemble de sa carrière par la Costume Designers Guild
- 2004 : Irene Sharaff Lifetime Achievement Award

### Récompenses
- Tony Awards 1963 : Meilleurs costumes pour L'École de la médisance
- Oscars 1973 : Meilleure création de costumes pour Voyages avec ma tante
- Oscars 1979 : Meilleure création de costumes pour Mort sur le Nil
- BAFTA 1979 : Meilleurs costumes pour Mort sur le Nil
- Oscars 1981 : Meilleure création de costumes pour Tess
- César 1987 : Meilleurs costumes pour Pirates

### Nominations
- BAFTA 1982 : Meilleurs costumes pour Tess
- Saturn Awards 1985 : Meilleurs costumes pour Indiana Jones et le Temple maudit
- Oscars 1987 : Meilleure création de costumes pour Pirates
- Saturn Awards 1991 : Meilleurs costumes pour Indiana Jones et la Dernière Croisade, partagé avec Joanna Johnston
- Oscars 1992 : Meilleure création de costumes pour Hook ou la Revanche du capitaine Crochet
- Oscars 2001 : Meilleure création de costumes pour 102 Dalmatiens